# Ikarut River
Ikarut River är ett vattendrag i Kanada.   Det ligger i provinsen Newfoundland och Labrador, i den östra delen av landet, 1 700 km nordost om huvudstaden Ottawa.
Omgivningarna runt Ikarut River är i huvudsak ett öppet busklandskap. Trakten runt Ikarut River är nära nog obefolkad, med mindre än två invånare per kvadratkilometer.